# Данг Хьянг Нирарта

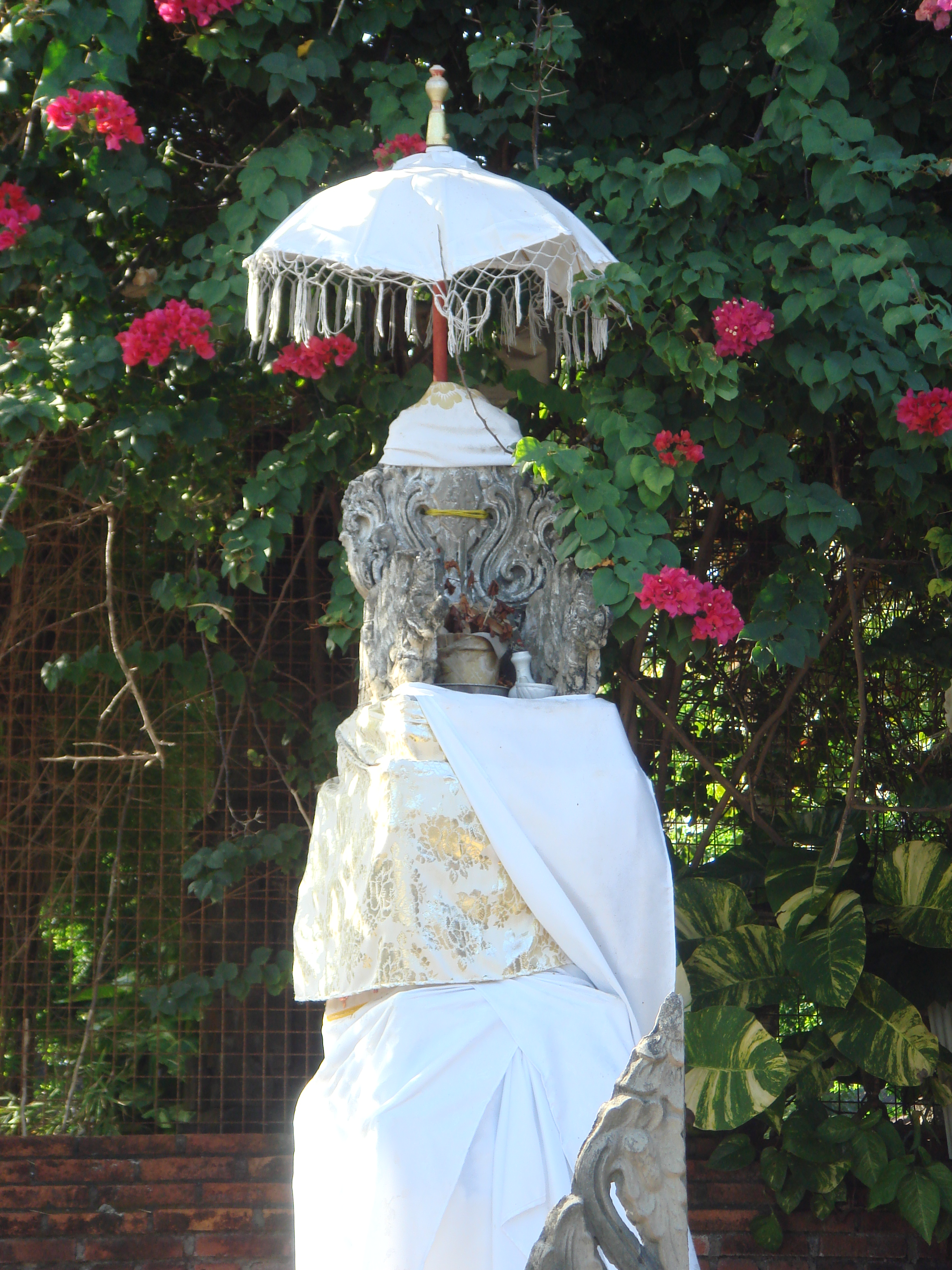
Введение пустого престола падмасана как алтаря Верховному Богу Ачинтье, было результатом движения реформирования шиваитов, которым руководил Данг Хьянг Нирарта с западной Явы

Данг Хьянг Нирарта, также известный как Педанда Шакти Ваву Раух — путешественник-индуист и религиозный деятель-шиваит на Бали в XVI веке. Он стал основателем священства шиваитов на Бали.

## Ранние годы
Нирарта приехал на Бали в 1537 году, где стал главным советником короля Гельгеля Далема Батеренггонга. Ранее в том же году он со своей семьей покинул королевский двор Бламбангана, Ява, после того, как одна из жен его покровителя впала в безответную любовь к нему. В некоторых мифах говорится, что он совершил путешествие из Явы на Бали на вершине тыквы, что привело к запрету для некоторых балийских брахманов на потребление тыкв.

## После прибытия
На Бали он прибыл ко двору правителя Далема Батеренгонга. В то время Бали был поражен эпидемией чумы, и Нирарта подарил королю волосок со своей головы, заявив, что это позволит устранить страдания. Эти волосы были помещены в храм, который стал видным местом паломничества шиваитов на Бали.

## Архитектура
Нирарта был создателем архитектуры падмасана в балийских индуистских храмах. Верующие считают эти храмы воплощением верховного Шивы. Во время путешествий Нирарты по побережью Бали он построил святилища падмасаны во множестве храмов.

## Религиозная работа
Нирарта был реформатором балийского индуизма. Он был важным пропагандистом идеи мокши в Индонезии. Основал священство шиваитов, которое в настоящее время распространенное повсеместно на Бали, и теперь считается предком всех шиваитских педанд.